# Challenger de Maia 2021
El torneo Maia Challenger 2021 fue un torneo de tenis perteneció al ATP Challenger Tour 2021 en la categoría Challenger 80. Se trató de la 3ª edición; el torneo tuvo lugar en la ciudad de Maia (Portugal), desde el 6 hasta el 11 de diciembre de 2021 sobre pista de tierra batida bajo techo.

## Jugadores participantes del cuadro de individuales
| Favorito | País                    | Jugador              | Rank1 | Posición en el torneo    |
| -------- | ----------------------- | -------------------- | ----- | ------------------------ |
| 1        | Bandera de Eslovaquia   | Andrej Martin        | 121   | Semifinales              |
| 2        | Bandera de Bélgica      | Kimmer Coppejans     | 205   | Cuartos de final         |
| 3        | Bandera de Portugal     | Gastão Elias         | 222   | Cuartos de final, retiro |
| 4        | Bandera de Portugal     | João Domingues       | 248   | Segunda ronda            |
| 5        | Bandera de Portugal     | Nuno Borges          | 253   | Semifinales              |
| 6        | Bandera de China Taipéi | Tseng Chun-hsin      | 254   | FINAL                    |
| 7        | Bandera de Canadá       | Steven Diez          | 269   | Primera ronda            |
| 8        | Bandera de Francia      | Geoffrey Blancaneaux | 281   | CAMPEÓN                  |

- 1 Se ha tomado en cuenta el ranking del 29 de noviembre de 2021.

### Otros participantes
Los siguientes jugadores recibieron una invitación (wild card), por lo tanto ingresan directamente al cuadro principal (WC):
- Pedro Araújo
- Tiago Cação
- Duarte Vale

Los siguientes jugadores ingresan al cuadro principal tras disputar el cuadro clasificatorio (Q):
- Lorenzo Bocchi
- Miguel Damas
- Oscar Moraing
- Simone Roncalli

## Campeones

### Individual Masculino
- Geoffrey Blancaneaux derrotó en la final a  Tseng Chun-hsin, 3–6, 6–3, 6–2

### Dobles Masculino
- Nuno Borges /  Francisco Cabral derrotaron en la final a  Andrej Martin /  Gonçalo Oliveira, 6–3, 6–4